# شهرستان بلورتسکی
شهرستان بلورتسکی (به لاتین: Beloretsky District) یک شهرستان در روسیه است که در باشقیرستان واقع شده‌است.